# Tabanus omeishanensis
Tabanus omeishanensis är en tvåvingeart som beskrevs av Xu 1979. Tabanus omeishanensis ingår i släktet Tabanus och familjen bromsar. Inga underarter finns listade i Catalogue of Life.